# Selçuk Çebi
Selçuk Çebi (* 3. Juni 1982 in Arakli, Provinz Trabzon) ist ein türkischer Ringer. Er wurde 2009, 2010 und 2015 Weltmeister im griechisch-römischen Stil in den Gewichtsklassen bis 74 kg bzw. bis 80 kg Körpergewicht.

## Werdegang

### Leben
Ab 1994 besuchte Selçuk Çebi die Imam Hatip High School in Trabzon und begann dort, erst im Alter von 12 Jahren, auf Anregung seines Vaters mit dem Ringen. Er konzentrierte sich dabei auf den griechisch-römischen Stil. Im Verlauf seiner Karriere war er Mitglied bei Trabzon Belediyespor, bei Çaykur Rizespor und bei Istanbul Büyüksehir Belediyesi S.K. Trainiert wurde er in diesen Vereinen von Mustapha Sahin, Aydin Özkan, Rustem Kuyuncu und in der Nationalmannschaft hauptsächlich von Hakki Basar. Neben seiner sportlichen Karriere widmete er sich auch einer wissenschaftlichen Ausbildung und studierte an der Ondokuz Mayis Universität und erwarb ein Master-Diplom in Management an der Science Avrasya University. Ab 2005 war er Sport-Koordinator im Ministerium für Jugend und Sport. Seit 2015 ist er Leiter der Sportabteilung in diesem Ministerium. 2018 legte er dieses Amt nieder und kandidiert für die AKP in Trabzon für einen Parlamentssitz. Er ist verheiratet und Vater einer Tochter.

### Sportliche Laufbahn
Selçuk Çebi wurde bereits 1998 in Pretoria und 1999 in Nyköbing Junioren-Weltmeister der Cadetten in der Gewichtsklasse bis 69 kg. 2001 gewann er bei der Junioren-Weltmeisterschaft in Taschkent in der Gewichtsklasse bis 69 kg eine Bronzemedaille. Im gleichen Jahr wurde er in der gleichen Gewichtsklasse auch schon bei der Europameisterschaft der Senioren in Istanbul eingesetzt. Er kam dabei auf dem 5. Platz. Europameister wurde Alexander Doktorischwili aus Georgien.
2002 wurde er in Subotica Junioren-Europameister der Altersgruppe „Juniors“.
Während seines Militärdienstes gewann er bei der Militär-Weltmeisterschaft 2001 in Split in der Gewichtsklasse bis 69 kg eine Bronzemedaille und 2003 bei der Militär-Weltmeisterschaft in Istanbul in der Gewichtsklasse bis 66 kg eine Silbermedaille.
Als Student wurde er 2005 in Izmir und 2006 in Ulaan-Baatar Studenten-Weltmeister, jeweils in der Gewichtsklasse bis 66 kg. 2005 siegte er auch bei den Mittelmeer-Spielen in Almería vor dem Spanier Moises Sanchez Parra. 2007 war er auch beim Großen Preis von Deutschland in Dortmund am Start und kam in der Gewichtsklasse bis 66 kg hinter Ionel Pușcașu, Rumänien und Jimmy Samuelsson aus
Schweden auf den 3. Platz.
Erst im Jahre 2009 kam Selçuk Çebi wieder zu einem Einsatz bei einer internationalen Meisterschaft (Olympische Spiele, Welt- oder Europameisterschaft). Der Grund dafür war sein Studium und die harte Konkurrenz im eigenen Lande. Vor allem Şeref Eroğlu nahm ihm in diesen Jahren in seiner Gewichtsklasse die Startmöglichkeiten bei diesen Meisterschaften weg. 2009 gelang ihm schließlich der Durchbruch in der türkischen Mannschaft. Nun in der Gewichtsklasse bis 74 kg startend, wurde er im April zunächst dritter Europameister in Vilnius. Çebi verlor dabei lediglich gegen den ehemaligen Weltmeister Wolodymyr Schazkych aus der Ukraine. Im September 2009 wurde er schließlich Weltmeister. Im Finale bezwang er dabei überlegen den Dänen Mark Overgaard Madsen.
2010 gelang ihm in Moskau die erfolgreiche Titelverteidigung. Er besiegte auf dem Weg zu diesem Erfolg in der Gewichtsklasse bis 74 kg u. a. Neven Žugaj aus Kroatien, Imil Scharafedinow aus Russland und im Finale Arsen Dschulfalakjan aus Armenien. Bei der Europameisterschaft 2011 in Dortmund verlor er im Halbfinale gegen Rafik Huseinow aus Aserbaidschan und im Kampf um eine Bronzemedaille auch gegen Christophe Guénot aus Frankreich. Er kam damit auf den 5. Platz. Bei der Weltmeisterschaft 2011 in Istanbul kam Selcuk Cebi zunächst zu fünf Siegen und schlug dabei auch Arsen Dschulfalakjan, er unterlag aber im Endkampf dem russischen Superstar Roman Wlassow und kam so auf den 2. Platz.
2012 verlief für ihn enttäuschend. Bei der Europameisterschaft war er nicht am start, weil er sich voll auf die Olympischen Spiele in London konzentrierte. In London verlor er aber überraschenderweise gleich in der 1. Runde gegen Robert Patrik Rosengren aus Schweden. Da dieser das Finale nicht erreichte, schied er aus und kam nur auf den 13. Platz. Eine große Enttäuschung für ihn.
2013 startete Selçuk Çebi in der Gewichtsklasse bis 84 kg. Er konnte in dieser Klasse aber keine Erfolge erzielen, die Gewichtsnachteile waren zu groß. Bei der Europameisterschaft 2013 in Tiflis kam er nur zu einem Sieg über Jawid Hamsatow aus Belarus und schied nach einer Niederlage gegen Nenad Zugaj aus Kroatien aus. er erreichte damit nur den 13. Platz. Noch schlechter lief es bei der Weltmeisterschaft 2013, als er in der 1. Runde gegen den Chinesen Peng Fei verlor und auf dem 21. Platz landete.
2014 führte der Internationale Ringer-Verband FILA (heute UWW) eine Gewichtsklassen-Reform durch. Es wurde u. a. eine neue Gewichtsklasse bis 80 kg Körpergewicht eingeführt. Diese Gewichtsklasse war für Selçuk Çebi wie geschaffen. Im April 2014 gewann er bei der Europameisterschaft in Vantaa in dieser Gewichtsklasse die Silbermedaille. Im Finale verlor er dort gegen Peter Bacsi aus Ungarn. Im September 2014 gewann er auch bei der Weltmeisterschaft in Taschkent eine Medaille. Er besiegte dort u. a. die sehr starken Ringer Daniel Alexandrow Tihomirow aus Bulgarien und Habibollah Jomeh Akhlagi aus dem Iran, unterlatg aber im Viertelfinale gegen Ewgeni Salejew aus Russland. In der Trostrunde sicherte er sich aber mit einem Sieg über Bozo Starcevic aus Kroatien noch eine Bronzemedaille.
Bei der im Rahmen der 1. Europäischen Spielen 2015 in Baku ausgetragenen Europameisterschaft verpasste Selçuk Çebi mit einem 5. Platz knapp die Medaillen, weil er im Halbfinale gegen Rafik Huseinow aus Aserbaidschan und im Kampf um eine Bronzemedaille auch gegen Daniel Alexandrow Tihomirow verlor. Bei der Weltmeisterschaft 2015 in Las Vegas gelang ihm dafür in der Gewichtsklasse bis 80 kg der dritte Titelgewinn. Auf dem Weg zu diesem großen Erfolg bezwang er im Halbfinale Lascha Gobadse aus Georgien und im Finale Wiktor Sasunowski aus Belarus.
Da die Gewichtsklasse bis 80 kg Körpergewicht nicht olympisch ist, musste Selçuk Çebi in die Gewichtsklasse bis 75 kg abtrainieren und er musste sich in dieser Gewichtsklasse auch erst noch für die Teilnahme am Olympischen Ringer-Turnier qualifizieren. Dies gelang ihm im zweiten Anlauf beim Qualifikations-Turnier in Istanbul, bei dem er vor Daniel Alexandrow Tihomirow, Robert Rosengren und Bozo Starcevic siegte. Bei den Olympischen Spielen in Rio de Janeiro war ihm aber wieder kein Erfolg gegönnt. Selçuk Çebi unterlag gegen Bozo Starcevic schon im Achtelfinale, schied aus und kam nur auf den 15. Platz.
Danach beendete er seine aktive Ringerlaufbahn.

## Internationale Erfolge
| Jahr | Platz | Wettbewerbe                                        | Gewichtsklasse | Ergebnisse |
| ---- | ----- | -------------------------------------------------- | -------------- | --- |
| 1998 | 1.    | Junioren-WM (Cadets) in Pretoria                   | bis 69 kg      | vor Alexej Krasawin, Russland |
| 1999 | 1.    | Junioren-WM (Cadets) in Nyköbing                   | bis 69 kg      | vor Amir Banjtamin, Iran |
| 2000 | 11.   | Junioren-EM (Juniors) in Sofia                     | bis 69 kg      | vor Alain Hassli, Frankreich und Damian Fedorowics, Polen |
| 2001 | 5.    | EM in Istanbul                                     | bis 69 kg      | hinter Alexander Doktorischwili, Georgien, Michail Iwantschenko, Russland, Mowses Karapetjan, Armenien und Jimmy Samuelsson, Schweden                                                                    |
| 2001 | 3.    | Junioren-WM (Juniors) in Taschkent                 | bis 69 kg      | hinter Andrej Demankin, Russland und Armen Wardanjan, Armenien |
| 2001 | 3.    | Militär-WM in Split                                | bis 69 kg      | hinter Maxim Semenow, Russland und Marcel Cooper, USA |
| 2002 | 1.    | Junioren-EM (Juniors) in Subotica                  | bis 69 kg      | vor Oleg Popenine, Russland und Elisbar Machtenadse, Georgien |
| 2002 | 1.    | Welt-Cup in Kairo                                  | bis 66 kg      | vor Marcel Cooper und Mohammed Barguaoui, Tunesien |
| 2003 | 2.    | Militär-WM in Istanbul                             | bis 66 kg      | hinter Elbrus Mammadow, Aserbaidschan, vor Lee Jin-hoo, Südkorea |
| 2005 | 1.    | Mittelmeer-Spiele in Almería                       | bis 66 kg      | vor Moises Sanchez Parra, Spanien |
| 2005 | 1.    | Universitäten-WM in Izmir                          | bis 66 kg      | vor Jung Ji-hyun, Südkorea und Justin Lester, USA |
| 2005 | 5.    | Welt-Cup in Budapest                               | bis 66 kg      | hinter Sergej Kowalenko, Russland, Alain Milián, kuba, Yoon Jong-kyu, Südkorea und Şeref Eroğlu, Türkei                                                                                                  |
| 2006 | 1.    | Universitäten-WM in Ulaan-Baatar                   | bis 66 kg      | vor Esmail Mohammadi, Iran, Aschkat Dilmuchamedow, Kasachstan und Kanatbek Begalijew, Kirgisistan |
| 2006 | 5.    | Golden-Grand-Prix in Baku                          | bis 66 kg      | hinter Hamid Reihani, Iran, Maxim Semenow, Elbrus Mammadow, Aserbaidschan und Damirbek Asilbekuli, Kirgisistan                                                                                           |
| 2007 | 3.    | Großer Preis von Deutschland in Dortmund           | bis 66 kg      | hinter Ionel Pușcașu, Rumänien und Jimmy Samuelsson |
| 2009 | 3.    | EM in Vilnius                                      | bis 74 kg      | nach Siegen über Juan Jose Ruiz, Spanien, Alain Hassli, Frankreich, Valtteri Moisio, Finnland und Gennadi Gogischwili, Georgien und einer Niederlage gegen Wolodymyr Schazkych, Ukraine                  |
| 2009 | 1.    | WM in Herning                                      | bis 74 kg      | nach Siegen über Asset Adilow, Kasachstan, Julian Kwit, Polen, Alexander Kikinnow, Belarus, Konstantin Schneider, Deutschland und Mark Overgaard Madsen, Dänemark                                        |
| 2010 | 5.    | Welt-Cup in Jerewan                                | bis 74 kg      | hinter Arsen Dschulfalakjan, Armenien, Mayli Paul Consuegra Panfe, Kuba, Renato Kun, Ungarn und Seref Tüfenk, Türkei                                                                                     |
| 2010 | 7.    | Golden-Grand-Prix in Baku                          | bis 74 kg      | Sieger: Peter Bacsi, Ungarn vor Giorgi Zirekidse, Georgien |
| 2010 | 1.    | WM in Moskau                                       | bis 74 kg      | mach Siegen über Angelo Moto Brea, Dominikanische Republik, Rafik Huseinow, Aserbaidschan, Neven Žugaj, Kroatien, Imil Scharafedinow, Russland und Arsen Dschulfalakjan                                  |
| 2011 | 11.   | Welt-Cup in Minsk                                  | bis 84 kg      | Sieger: Taleb Nariman Nematpur, Iran vor Saman Ahmed Tahmasebi, Aserbaidschan |
| 2011 | 5.    | EM in Dortmund                                     | bis 74 kg      | nach Siegen über Robert Patrick Rosengren, Schweden, Neven Žugaj und Vojtech Jakus, Tschechien und Niederlagen gegen Rafik Huseinow und Christophe Guénot, Frankreich                                    |
| 2011 | 12.   | „Wladyslaw-Pytlasinski“-Memorial in Radom          | bis 74 kg      | Sieger: Roman Wlassow, Russland vor Edgar Babajan, Polen |
| 2011 | 2.    | WM in Istanbul                                     | bis 74 kg      | nach Siegen über Petros Manoulidis, Griechenland, Zied Ait Ouagram, Tunesien, Arsen Dschulfalakjan, Jure Kuhar, Slowenien und Aschkat Dilmuchamedow, Kasachstan und einer Niederlage gegen Roman Wlassow |
| 2011 | 8.    | FILA-Test-Turnier in London                        | bis 84 kg      | Sieger: Saman Ahmad Tahmasebi vor Wassyl Ratschyba, Ukraine |
| 2012 | 2.    | Golden-Grand-Prix in Szombathely                   | bis 84 kg      | hinter Peter Bacsi, vor Wiktor Lörincz, Ungarn und Ara Abrahamian, Schweden |
| 2012 | 13.   | OS in London                                       | bis 74 kg      | nach einer Niederlage gegen Robert Patrick Rosengren |
| 2013 | 1.    | „Vehbi-Emre“-Turnier in Istanbul                   | bis 84 kg      | vor Rewas Nadareischwili, Georgien, Ali Gheitaskaschkouli und Hossein Ahmed Nouri, beide Iran |
| 2013 | 13.   | EM in Tiflis                                       | bis 84 kg      | nach einem Sieg über Jawid Hamsatow, Belarus und einer Niederlage gegen Nenad Žugaj, Kroatien |
| 2013 | 1.    | Trophee Milone in Sassari                          | bis 84 kg      | vor Vincenzo Scibilia, Italien und Amer Hrustanovic, Österreich |
| 2013 | 1.    | Mittelmeer-Spiele in Mersin                        | bis 84 kg      | vor Samba Diong, Frankreich und Nenad Zugaj |
| 2013 | 18.   | „Wladyslaw-Pytlasinski“-Memorial in Warschau       | bis 84 kg      | Sieger: Wiktor Lörincz vor Damian Janikowski, Polen |
| 2013 | 21.   | WM in Budapest                                     | bis 84 kg      | nach einer Niederlage gegen Peng Fei, China |
| 2014 | 3.    | „Vehbi-Emre“-Turnier in Istanbul                   | bis 80 kg      | hinter Wiktor Sasunowski, Belarus und Tornike Dsamaschwili, Georgien |
| 2014 | 11.   | Golden-Grand-Prix in Szombathely                   | bis 80 kg      | Sieger: Habibollah Jomeh Akhlagi vor Yousef Ghaderian, beide Iran und Peter Bacsi |
| 2014 | 2.    | EM in Vantaa                                       | bis 80 kg      | nach Siegebnüber Julius Matuzevicius, Litauen, Alexander Schischman, Ukraine und Bechan Osdojew, Russland und einer Niederlage gegen Peter Bacsi                                                         |
| 2014 | 3.    | WM in Taschkent                                    | bis 80 kg      | nach Siegen über Daniel Alexandrow Tihomirow, Bulgarien und Habibollah Jomeh Akhlagi, einer Niederlage gegen Ewgeni Salejew, Russland und einem Sieg über Bozo Starcevic                                 |
| 2015 | 5.    | „Dan Kolow & Nikola Petrow“-Memorial in Sofia      | bis 80 kg      | Sieger: Daniel Alexandrow Tihomirow vor Tarek Mohamed Abdelslam Sheble Mohamed, Ägypten |
| 2015 | 5.    | Europaspiele 2015/Ringen in Baku                   | bis 80 kg      | nach Siegen über Cheslaos Bestenis, Lettland und Alexander Jersgren, Schweden und Niederlagen gegen Rafik Husseinow, Aserbaidschan und Daniel Alexandrow Tihomirow                                       |
| 2015 | 3.    | „Wladyslaw-Pytlasinski“-Memorial in Warschau       | bis 80 kg      | hinter Peter Bacsi und Wiktor Sasunowski |
| 2015 | 1.    | WM in Las Vegas                                    | bis 80 kg      | nach Siegen über Ahmed Mohamed Abdelsadek, Ägypten, Samat Schiridakow, Kirgisistan, Laszlo Szabo, Ungarn, Lascha Gobadse, Georgien und Wiktor Sasunowski                                                 |
| 2016 | 1.    | „Ljubomir Ivanovic Gedza“-International in Belgrad | bis 80 kg      | vor Atem Arslan, Türkei und Patrick Szabo, Ungarn |
| 2016 | 5.    | Olympia-Qualif.-Turnier in Ulaan Baatar            | bis 75 kg      | hinter Peter Bacsi, Yng Bin, China, Arsen Juljafakjan und Pascal Eisele, Deutschland |
| 2016 | 1.    | Olympia-Qualif.-Turnier in Istanbul                | bis 75 kg      | vor Daniel Alexandrow Tihomirow, Robert Patrick Rosengren und Bozo Starcevic |
| 2016 | 1.    | Großer Preis von Deutschland in Dortmund           | bis 80 kg      | vor Kim Hyeon-woo, Südkorea, Fawzy Rashad Mohammed Mahmoud, Ägypten und Eduard Sargsjan, Armenien |
| 2016 | 15.   | OS in Rio de Janeiro                               | bis 75 kg      | nach einer Niederlage gegen Bozo Starcevic |